# Élections législatives de 1967 dans les Bouches-du-Rhône
Les élections législatives françaises de 1967 se déroulent les 5 et 12 mars 1967. Dans le département des Bouches-du-Rhône, onze députés sont à élire dans le cadre de onze circonscriptions.

## Élus
| Circonscription | Député sortant          | Parti | Parti   | Député élu ou réélu | Parti | Parti       |
| --------------- | ----------------------- | ----- | ------- | ------------------- | ----- | ----------- |
| 1re             | Pierre Marquand-Gairard |       | UNR-UDT | Bastien Leccia      |       | FGDS (CIR)  |
| 2e              | Daniel Matalon          |       | SFIO    | Charles-Émile Loo   |       | FGDS (SFIO) |
| 3e              | Gaston Defferre         |       | SFIO    | Gaston Defferre     |       | FGDS (SFIO) |
| 4e              | François Billoux        |       | PCF     | François Billoux    |       | PCF         |
| 5e              | Pierre Doize            |       | PCF     | Pierre Doize        |       | PCF         |
| 6e              | Edmond Garcin           |       | PCF     | Edmond Garcin       |       | PCF         |
| 7e              | Paul Cermolacce         |       | PCF     | Paul Cermolacce     |       | PCF         |
| 8e              | Jean Masse              |       | SFIO    | Jean Masse          |       | FGDS (SFIO) |
| 9e              | Louis Philibert         |       | SFIO    | Louis Philibert     |       | FGDS (SFIO) |
| 10e             | René Rieubon            |       | PCF     | René Rieubon        |       | PCF         |
| 11e             | Charles Privat          |       | SFIO    | Charles Privat      |       | FGDS (SFIO) |

## Résultats

### Résultats à l'échelle du département
| Parti          | Parti                                           | Premier tour | Premier tour | Second tour | Second tour | Sièges |
| Parti          | Parti                                           | Voix         | %            | Voix        | %           | Sièges |
| -------------- | ----------------------------------------------- | ------------ | ------------ | ----------- | ----------- | ------ |
|                | Union des démocrates pour la Ve République      | 136 329      | 24,47        | 189 581     | 38,39       | 0      |
|                | Divers droite (gaulliste)                       | 8 139        | 1,46         |             |             | 0      |
|                | Modérés                                         | 7 558        | 1,36         | 0           |             |        |
|                | Union des républicains de progrès               | 152 026      | 27,29        | 189 581     | 38,39       | 0      |
|                |                                                 |              |              |             |             |        |
|                | Section française de l'Internationale ouvrière  | 139 525      | 25,05        | 170 956     | 34,62       | 5      |
|                | Parti radical                                   | 6 604        | 1,19         | Retrait     | Retrait     | 0      |
|                | Convention des institutions républicaines       | 5 511        | 0,99         | 16 350      | 3,31        | 1      |
|                | Fédération de la gauche démocrate et socialiste | 151 640      | 27,22        | 187 306     | 37,93       | 6      |
|                |                                                 |              |              |             |             |        |
|                | Parti communiste français                       | 176 224      | 31,64        | 116 954     | 23,68       | 5      |
|                | Progrès et démocratie moderne                   | 46 160       | 8,29         | Retrait     | Retrait     | 0      |
|                | Extrême droite                                  | 18 413       | 3,31         |             |             | 0      |
|                | Extrême gauche                                  | 12 551       | 2,25         | 0           |             |        |
|                |                                                 |              |              |             |             |        |
| Inscrits       | Inscrits                                        | 758 949      | 100,00       | 698 467     | 100,00      | 11     |
| Abstentions    | Abstentions                                     | 189 324      | 24,95        | 181 581     | 26          |        |
| Votants        | Votants                                         | 569 625      | 75,05        | 516 886     | 74          |        |
| Blancs et nuls | Blancs et nuls                                  | 12 611       | 2,21         | 23 045      | 4,46        |        |
| Exprimés       | Exprimés                                        | 557 014      | 97,79        | 493 841     | 95,54       |        |

### Résultats par circonscription

#### Première circonscription
| Candidat       | Candidat                        | Parti                     | Premier tour | Premier tour | Second tour | Second tour |  |
| Candidat       | Candidat                        | Parti                     | Voix         | %            | Voix        | %           |  |
| -------------- | ------------------------------- | ------------------------- | ------------ | ------------ | ----------- | ----------- |  |
|                | Pierre Marquand-Gairard sortant | UD-Ve                     | 9 864        | 30,52        | 15 987      | 49,44       |  |
|                | Mireille Dumont                 | PCF                       | 5 767        | 17,84        | Retrait     | Retrait     |  |
|                | Bastien Leccia élu              | FGDS (CIR)                | 5 511        | 17,05        | 16 350      | 50,56       |  |
|                | Théo Lombard                    | CD (PDM)                  | 5 082        | 15,72        | Retrait     | Retrait     |  |
|                | Jean-Louis Vidal                | ARLP                      | 2 438        | 7,54         |             |             |  |
|                | Marcel Leclerc                  | Modérés                   | 1 960        | 6,06         |             |             |  |
|                | Jean-Baptiste Santini           | Divers droite (Gaulliste) | 1 112        | 3,44         |             |             |  |
|                | Edmond Briole                   | Extrême gauche            | 588          | 1,82         |             |             |  |
|                |                                 |                           |              |              |             |             |  |
| Inscrits       | Inscrits                        | Inscrits                  | 49 908       | 100,00       | 49 908      | 100,00      |  |
| Abstentions    | Abstentions                     | Abstentions               | 16 881       | 33,82        | 16 170      | 32,4        |  |
| Votants        | Votants                         | Votants                   | 33 027       | 66,18        | 33 738      | 67,6        |  |
| Blancs et nuls | Blancs et nuls                  | Blancs et nuls            | 705          | 2,13         | 1 401       | 4,15        |  |
| Exprimés       | Exprimés                        | Exprimés                  | 32 322       | 97,87        | 32 337      | 95,85       |  |

#### Deuxième circonscription
| Candidat       | Candidat               | Parti                     | Premier tour | Premier tour | Second tour | Second tour |  |
| Candidat       | Candidat               | Parti                     | Voix         | %            | Voix        | %           |  |
| -------------- | ---------------------- | ------------------------- | ------------ | ------------ | ----------- | ----------- |  |
|                | Joseph Comiti          | UD-Ve                     | 18 226       | 31,26        | 26 635      | 46,18       |  |
|                | Georges Lazzarino      | PCF                       | 11 257       | 19,31        | Retrait     | Retrait     |  |
|                | Charles-Émile Loo élu  | FGDS (SFIO)               | 11 238       | 19,27        | 31 040      | 53,82       |  |
|                | Jean Chélini           | CD (PDM)                  | 7 634        | 13,09        |             |             |  |
|                | Daniel Matalon sortant | Divers gauche             | 5 441        | 9,33         |             |             |  |
|                | Marcel Glard           | ARLP                      | 3 928        | 6,74         |             |             |  |
|                | Jean Barre             | Divers droite (Gaulliste) | 586          | 1            |             |             |  |
|                |                        |                           |              |              |             |             |  |
| Inscrits       | Inscrits               | Inscrits                  | 81 331       | 100,00       | 81 345      | 100,00      |  |
| Abstentions    | Abstentions            | Abstentions               | 22 002       | 27,05        | 21 555      | 26,5        |  |
| Votants        | Votants                | Votants                   | 59 329       | 72,95        | 59 790      | 73,5        |  |
| Blancs et nuls | Blancs et nuls         | Blancs et nuls            | 1 019        | 1,72         | 2 115       | 3,54        |  |
| Exprimés       | Exprimés               | Exprimés                  | 58 310       | 98,28        | 57 675      | 96,46       |  |

#### Troisième circonscription
| Candidat       | Candidat                      | Parti                     | Premier tour | Premier tour | Second tour | Second tour |  |
| Candidat       | Candidat                      | Parti                     | Voix         | %            | Voix        | %           |  |
| -------------- | ----------------------------- | ------------------------- | ------------ | ------------ | ----------- | ----------- |  |
|                | Gaston Defferre sortant réélu | FGDS (SFIO)               | 13 469       | 33,55        | 23 223      | 60,44       |  |
|                | Louis Gazagnaire              | PCF                       | 11 149       | 27,77        | Retrait     | Retrait     |  |
|                | Félicien Grimaldi             | UD-Ve                     | 9 998        | 24,91        | 15 201      | 39,56       |  |
|                | Henry Moreau                  | CD (PDM)                  | 2 195        | 5,47         |             |             |  |
|                | Auguste Novel                 | Divers gauche             | 1 278        | 3,18         |             |             |  |
|                | Francis Siffredi              | Divers droite (Gaulliste) | 1 038        | 2,59         |             |             |  |
|                | Denis Marcantetti             | Modérés                   | 1 015        | 2,53         |             |             |  |
|                |                               |                           |              |              |             |             |  |
| Inscrits       | Inscrits                      | Inscrits                  | 59 389       | 100,00       | 59 405      | 100,00      |  |
| Abstentions    | Abstentions                   | Abstentions               | 18 290       | 30,8         | 19 167      | 32,26       |  |
| Votants        | Votants                       | Votants                   | 41 099       | 69,2         | 40 238      | 67,74       |  |
| Blancs et nuls | Blancs et nuls                | Blancs et nuls            | 957          | 2,33         | 1 814       | 4,51        |  |
| Exprimés       | Exprimés                      | Exprimés                  | 40 142       | 97,67        | 38 424      | 95,49       |  |

#### Quatrième circonscription
|                | François Billoux sortant réélu | PCF            | 24 055 | 53,64  |  |  |  |
|                | Antoine Tafani                 | UD-Ve          | 10 201 | 22,75  |  |  |  |
|                | Auguste Gastaldello            | FGDS (SFIO)    | 6 593  | 14,7   |  |  |  |
|                | Henri Rampal                   | CD (PDM)       | 2 253  | 5,02   |  |  |  |
|                | Maurice Rollet                 | REL            | 1 743  | 3,89   |  |  |  |
|                |                                |                |        |        |  |  |  |
| Inscrits       | Inscrits                       | Inscrits       | 60 453 | 100,00 |  |  |  |
| Abstentions    | Abstentions                    | Abstentions    | 14 649 | 24,23  |  |  |  |
| Votants        | Votants                        | Votants        | 45 804 | 75,77  |  |  |  |
| Blancs et nuls | Blancs et nuls                 | Blancs et nuls | 959    | 2,09   |  |  |  |
| Exprimés       | Exprimés                       | Exprimés       | 44 845 | 97,91  |  |  |  |

#### Cinquième circonscription
| Candidat       | Candidat                   | Parti                     | Premier tour | Premier tour | Second tour | Second tour |  |
| Candidat       | Candidat                   | Parti                     | Voix         | %            | Voix        | %           |  |
| -------------- | -------------------------- | ------------------------- | ------------ | ------------ | ----------- | ----------- |  |
|                | Pierre Doize sortant réélu | PCF                       | 12 566       | 31,35        | 21 547      | 56,49       |  |
|                | Robert Gardeil             | UD-Ve                     | 9 564        | 23,86        | 16 598      | 43,51       |  |
|                | Irma Rapuzzi               | FGDS (SFIO)               | 7 825        | 19,52        | Retrait     | Retrait     |  |
|                | Marius Massias             | Extrême gauche            | 3 594        | 8,97         |             |             |  |
|                | Jean-Paul Lacassin         | CD (PDM)                  | 2 934        | 7,32         |             |             |  |
|                | Ronald Perdomo             | ARLP                      | 2 094        | 5,22         |             |             |  |
|                | Charles Montaldi           | Divers droite (Gaulliste) | 1 503        | 3,75         |             |             |  |
|                |                            |                           |              |              |             |             |  |
| Inscrits       | Inscrits                   | Inscrits                  | 57 225       | 100,00       | 57 221      | 100,00      |  |
| Abstentions    | Abstentions                | Abstentions               | 16 226       | 28,35        | 16 885      | 29,51       |  |
| Votants        | Votants                    | Votants                   | 40 999       | 71,65        | 40 336      | 70,49       |  |
| Blancs et nuls | Blancs et nuls             | Blancs et nuls            | 919          | 2,24         | 2 191       | 5,43        |  |
| Exprimés       | Exprimés                   | Exprimés                  | 40 080       | 97,76        | 38 145      | 94,57       |  |

#### Sixième circonscription
| Candidat       | Candidat                    | Parti          | Premier tour | Premier tour | Second tour | Second tour |  |
| Candidat       | Candidat                    | Parti          | Voix         | %            | Voix        | %           |  |
| -------------- | --------------------------- | -------------- | ------------ | ------------ | ----------- | ----------- |  |
|                | Edmond Garcin sortant réélu | PCF            | 21 171       | 44,59        | 28 384      | 63,45       |  |
|                | Francis Leenhardt           | FGDS (SFIO)    | 11 817       | 24,89        | Retrait     | Retrait     |  |
|                | Félix Hermouet              | UD-Ve          | 10 055       | 21,18        | 16 348      | 36,55       |  |
|                | Eugène Chamorand            | CD (PDM)       | 2 284        | 4,81         |             |             |  |
|                | Julien Castinel             | ARLP           | 2 155        | 4,54         |             |             |  |
|                |                             |                |              |              |             |             |  |
| Inscrits       | Inscrits                    | Inscrits       | 62 258       | 100,00       | 62 239      | 100,00      |  |
| Abstentions    | Abstentions                 | Abstentions    | 13 632       | 21,9         | 14 848      | 23,86       |  |
| Votants        | Votants                     | Votants        | 48 626       | 78,1         | 47 391      | 76,14       |  |
| Blancs et nuls | Blancs et nuls              | Blancs et nuls | 1 144        | 2,35         | 2 659       | 5,61        |  |
| Exprimés       | Exprimés                    | Exprimés       | 47 482       | 97,65        | 44 732      | 94,39       |  |

#### Septième circonscription
| Candidat       | Candidat                      | Parti                     | Premier tour | Premier tour | Second tour | Second tour |  |
| Candidat       | Candidat                      | Parti                     | Voix         | %            | Voix        | %           |  |
| -------------- | ----------------------------- | ------------------------- | ------------ | ------------ | ----------- | ----------- |  |
|                | Paul Cermolacce sortant réélu | PCF                       | 14 654       | 40,61        | 21 494      | 61,99       |  |
|                | Maurice Gastal                | UD-Ve                     | 7 960        | 22,06        | 13 178      | 38,01       |  |
|                | Marcel Paoli                  | FGDS (Radical)            | 6 604        | 18,3         | Retrait     | Retrait     |  |
|                | Charles Escure                | Divers droite (Gaulliste) | 2 259        | 6,26         |             |             |  |
|                | Jacques Zattara               | CD (PDM)                  | 2 177        | 6,03         |             |             |  |
|                | Inconnu                       | ARLP                      | 1 663        | 4,61         |             |             |  |
|                | Jean Nicolaï                  | Extrême gauche            | 771          | 2,14         |             |             |  |
|                |                               |                           |              |              |             |             |  |
| Inscrits       | Inscrits                      | Inscrits                  | 53 060       | 100,00       | 53 055      | 100,00      |  |
| Abstentions    | Abstentions                   | Abstentions               | 16 147       | 30,43        | 16 737      | 31,55       |  |
| Votants        | Votants                       | Votants                   | 36 913       | 69,57        | 36 318      | 68,45       |  |
| Blancs et nuls | Blancs et nuls                | Blancs et nuls            | 825          | 2,23         | 1 646       | 4,53        |  |
| Exprimés       | Exprimés                      | Exprimés                  | 36 088       | 97,77        | 34 672      | 95,47       |  |

#### Huitième circonscription
| Candidat       | Candidat                 | Parti                     | Premier tour | Premier tour | Second tour | Second tour |  |
| Candidat       | Candidat                 | Parti                     | Voix         | %            | Voix        | %           |  |
| -------------- | ------------------------ | ------------------------- | ------------ | ------------ | ----------- | ----------- |  |
|                | Jean Masse sortant réélu | FGDS (SFIO)               | 19 489       | 33,66        | 36 629      | 64,48       |  |
|                | Lucien Molino            | PCF                       | 15 624       | 26,99        | Retrait     | Retrait     |  |
|                | Maurice Bertrand         | UD-Ve                     | 14 046       | 24,26        | 20 182      | 35,52       |  |
|                | François Roure           | CD (PDM)                  | 4 473        | 7,73         |             |             |  |
|                | Yves Brunet              | REL                       | 1 741        | 3,01         |             |             |  |
|                | François Sabiani         | Divers droite (Gaulliste) | 1 641        | 2,83         |             |             |  |
|                | Charles Bonelli          | Extrême gauche            | 879          | 1,52         |             |             |  |
|                |                          |                           |              |              |             |             |  |
| Inscrits       | Inscrits                 | Inscrits                  | 79 193       | 100,00       | 79 190      | 100,00      |  |
| Abstentions    | Abstentions              | Abstentions               | 20 115       | 25,4         | 20 646      | 26,07       |  |
| Votants        | Votants                  | Votants                   | 59 078       | 74,6         | 58 544      | 73,93       |  |
| Blancs et nuls | Blancs et nuls           | Blancs et nuls            | 1 185        | 2,01         | 1 733       | 2,96        |  |
| Exprimés       | Exprimés                 | Exprimés                  | 57 893       | 97,99        | 56 811      | 97,04       |  |

#### Neuvième circonscription (Aix-en-Provence)
| Candidat       | Candidat                      | Parti          | Premier tour | Premier tour | Second tour | Second tour |  |
| Candidat       | Candidat                      | Parti          | Voix         | %            | Voix        | %           |  |
| -------------- | ----------------------------- | -------------- | ------------ | ------------ | ----------- | ----------- |  |
|                | Louis Philibert sortant réélu | FGDS (SFIO)    | 24 664       | 39,72        | 40 739      | 67,16       |  |
|                | Michel Fabre                  | UD-Ve          | 15 705       | 25,29        | 19 922      | 32,84       |  |
|                | Gilbert Collomb               | PCF            | 11 684       | 18,82        | Retrait     | Retrait     |  |
|                | Gérard Rongeat                | CD (PDM)       | 10 035       | 16,16        | Retrait     | Retrait     |  |
|                |                               |                |              |              |             |             |  |
| Inscrits       | Inscrits                      | Inscrits       | 80 021       | 100,00       | 80 025      | 100,00      |  |
| Abstentions    | Abstentions                   | Abstentions    | 16 606       | 20,75        | 16 882      | 21,1        |  |
| Votants        | Votants                       | Votants        | 63 415       | 79,25        | 63 143      | 78,9        |  |
| Blancs et nuls | Blancs et nuls                | Blancs et nuls | 1 327        | 2,09         | 2 482       | 3,93        |  |
| Exprimés       | Exprimés                      | Exprimés       | 62 088       | 97,91        | 60 661      | 96,07       |  |

#### Dixième circonscription (Salon-de-Provence)
| Candidat       | Candidat                   | Parti          | Premier tour | Premier tour | Second tour | Second tour |  |
| Candidat       | Candidat                   | Parti          | Voix         | %            | Voix        | %           |  |
| -------------- | -------------------------- | -------------- | ------------ | ------------ | ----------- | ----------- |  |
|                | René Rieubon sortant réélu | PCF            | 29 995       | 37,98        | 45 529      | 61,79       |  |
|                | Armand Audibert            | FGDS (SFIO)    | 21 323       | 27           | Retrait     | Retrait     |  |
|                | Pierre Tristani            | UD-Ve          | 17 905       | 22,67        | 28 154      | 38,21       |  |
|                | Antoine Toran              | CD (PDM)       | 7 093        | 8,98         |             |             |  |
|                | Michel Guillamet           | REL            | 2 651        | 3,36         |             |             |  |
|                |                            |                |              |              |             |             |  |
| Inscrits       | Inscrits                   | Inscrits       | 102 373      | 100,00       | 102 357     | 100,00      |  |
| Abstentions    | Abstentions                | Abstentions    | 21 554       | 21,05        | 24 250      | 23,69       |  |
| Votants        | Votants                    | Votants        | 80 819       | 78,95        | 78 107      | 76,31       |  |
| Blancs et nuls | Blancs et nuls             | Blancs et nuls | 1 852        | 2,29         | 4 424       | 5,66        |  |
| Exprimés       | Exprimés                   | Exprimés       | 78 967       | 97,71        | 73 683      | 94,34       |  |

#### Onzième circonscription (Arles)
| Candidat       | Candidat                     | Parti          | Premier tour | Premier tour | Second tour | Second tour |  |
| Candidat       | Candidat                     | Parti          | Voix         | %            | Voix        | %           |  |
| -------------- | ---------------------------- | -------------- | ------------ | ------------ | ----------- | ----------- |  |
|                | Charles Privat sortant réélu | FGDS (SFIO)    | 23 107       | 39,3         | 39 325      | 69,36       |  |
|                | Vincent Porelli              | PCF            | 18 302       | 31,13        | Retrait     | Retrait     |  |
|                | Marie-Madeleine Fourcade     | UD-Ve          | 12 805       | 21,78        | 17 376      | 30,64       |  |
|                | Maurice Blanc                | Modérés        | 4 583        | 7,79         |             |             |  |
|                |                              |                |              |              |             |             |  |
| Inscrits       | Inscrits                     | Inscrits       | 73 738       | 100,00       | 73 722      | 100,00      |  |
| Abstentions    | Abstentions                  | Abstentions    | 13 222       | 17,93        | 14 441      | 19,59       |  |
| Votants        | Votants                      | Votants        | 60 516       | 82,07        | 59 281      | 80,41       |  |
| Blancs et nuls | Blancs et nuls               | Blancs et nuls | 1 719        | 2,84         | 2 580       | 4,35        |  |
| Exprimés       | Exprimés                     | Exprimés       | 58 797       | 97,16        | 56 701      | 95,65       |  |